# Léo Errera
Léo Errera, född 4 september 1858 i Laeken, död 6 augusti 1905 i Bryssel, var en belgisk botaniker.
Errera blev filosofie doktor 1879, studerade hos Anton de Bary, Julius von Sachs och andra tyskar och inrättade i Bryssel ett laboratorium för anatomi och fysiologi (sedan kallat Institut botanique och Institut Léo Errera). Han blev 1895 professor i botanik vid Université Libre de Bruxelles. Hans rikliga produktion omfattar växtkemi (och mikrokemi), biologi, fysiologi och floristik.